# Číž
Číž (in ungherese: Csíz, in tedesco: Tschiss) è un comune della Slovacchia facente parte del distretto di Rimavská Sobota, nella regione di Banská Bystrica.
Il villaggio compare per la prima volta nei documenti medievali nel 1274 con il nome di Chyz. La località è rimasta nota per le terribili devastazioni che vi apportarono i turchi. Dal 1938 al 1944 appartenne all'Ungheria.